# ŁKS Łódź (volleyboll)
ŁKS Łódź volleybollsektion grundades första gången 1929. Herrlaget var tidigt framgångsrikt. De blev polska mästare både 1931 och 1932 och vann polska cupen 1932.
Efter andra världskriget dröjde det till 1958 innan volleybollsektionen återstartades, och då enbart damlaget. De kvalificerade sig för högsta serien 1968, samma år blev juniorerna polska mästare. Då serien minskade från 12 till 8 lag fick laget det svårt att hålla sig kvar. Däremot vann de polska cupen 1976. Under 1980-talet etablerade sig laget på högsta nivå. De blev polska mästare 1983 och cupsegrare 1982 och 1986. De nådde spel om de fyra främsta platserna i CEV Cup (numera kallad CEV Challenge Cup) 1989-1990. Därefter gick det dock snabbt neråt. Laget åkte ur högstaserien året efter och även om de tog sig tillbaka nästa säsong så åkte de ur igen. Dessutom var ekonomin så dålig att sektionen likviderades.
Sektionen återskapades efter några månader, men laget fick börja om i lägsta serien. Även om klubben hade en framgångsrik juniorverksamhet lyckades inte seniorlaget ta sig ändå upp genom seriesystemet förrän 2016. Väl där etablerade de sig snabbt som ett av de bättre lagen. Säsongen 2018/2019 blev damlaget polska mästare för andra gången och 2022/2023 för tredje gången.